# Râul Glâmbocel
Râul Glâmbocel este unul afluent al râului Budișteanca. 

## Hărți
- Harta Județul Argeș